# Liste der Monuments historiques in Jambville
Die Liste der Monuments historiques in Jambville führt die Monuments historiques in der französischen Gemeinde Jambville auf.

## Liste der Bauwerke
| Bezeichnung       | Beschreibung                  | Standort | Kennzeichnung | Schutzstatus   | Datum     | Bild           |
| ----------------- | ----------------------------- | -------- | ------------- | -------------- | --------- | -------------- |
| Kirche Notre-Dame | Erbaut im 12. Jahrhundert     | (Lage)   | PA00087460    | Inscrit Classé | 1926 1938 | weitere Bilder |
| Schloss           | Erbaut im 16./17. Jahrhundert | (Lage)   | PA00132997    | Inscrit        | 1994 2010 | weitere Bilder |

## Liste der Objekte

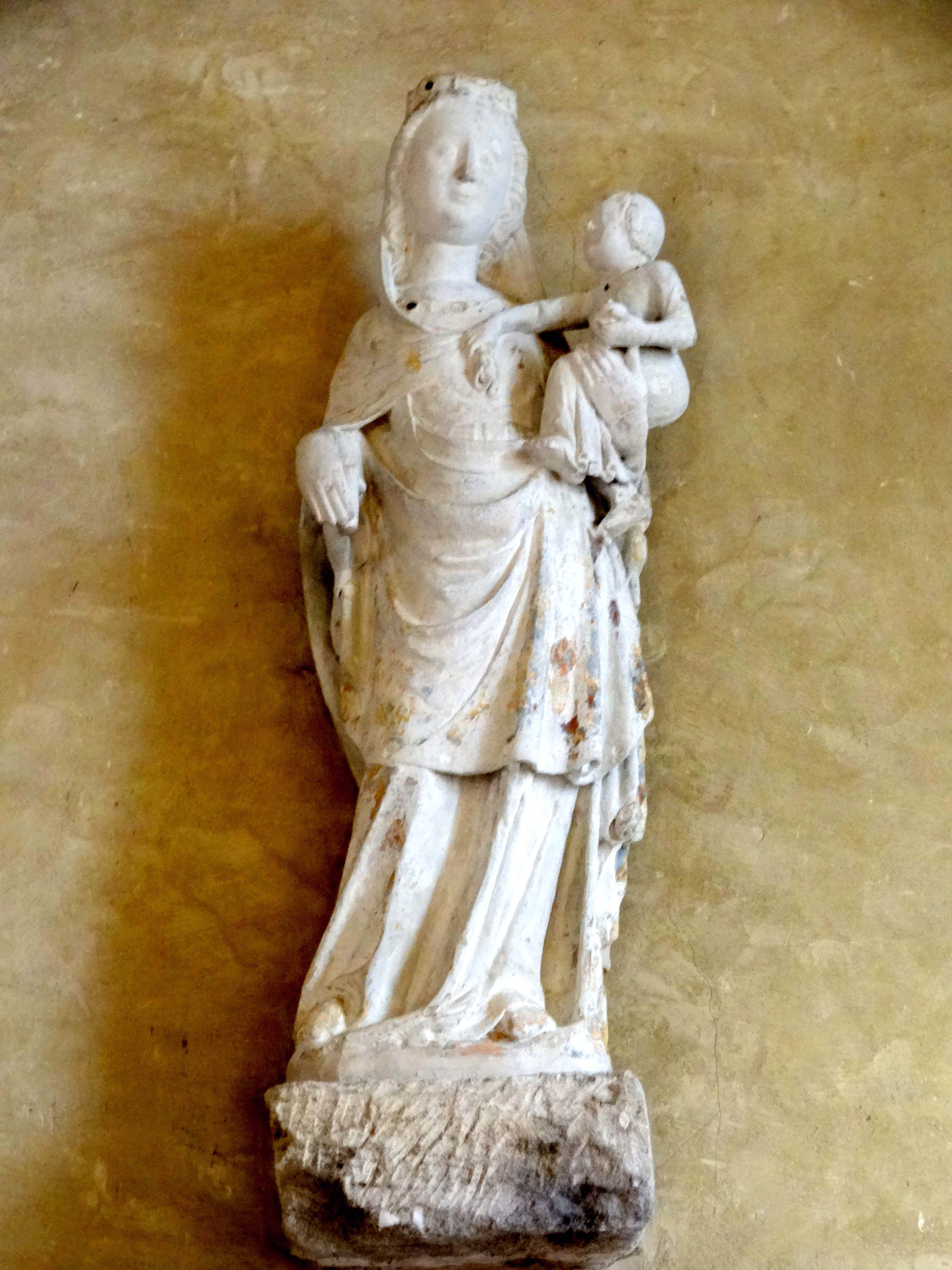
Skulptur Madonna mit Kind in der Kirche Notre-Dame

- Monuments historiques (Objekte) in Jambville in der Base Palissy des französischen Kultusministeriums

Siehe auch: Madonna mit Kind (Jambville)